# Safari-photo
 (octobre 2017).
Si vous disposez d'ouvrages ou d'articles de référence ou si vous connaissez des sites web de qualité traitant du thème abordé ici, merci de compléter l'article en donnant les références utiles à sa vérifiabilité et en les liant à la section « Notes et références ».

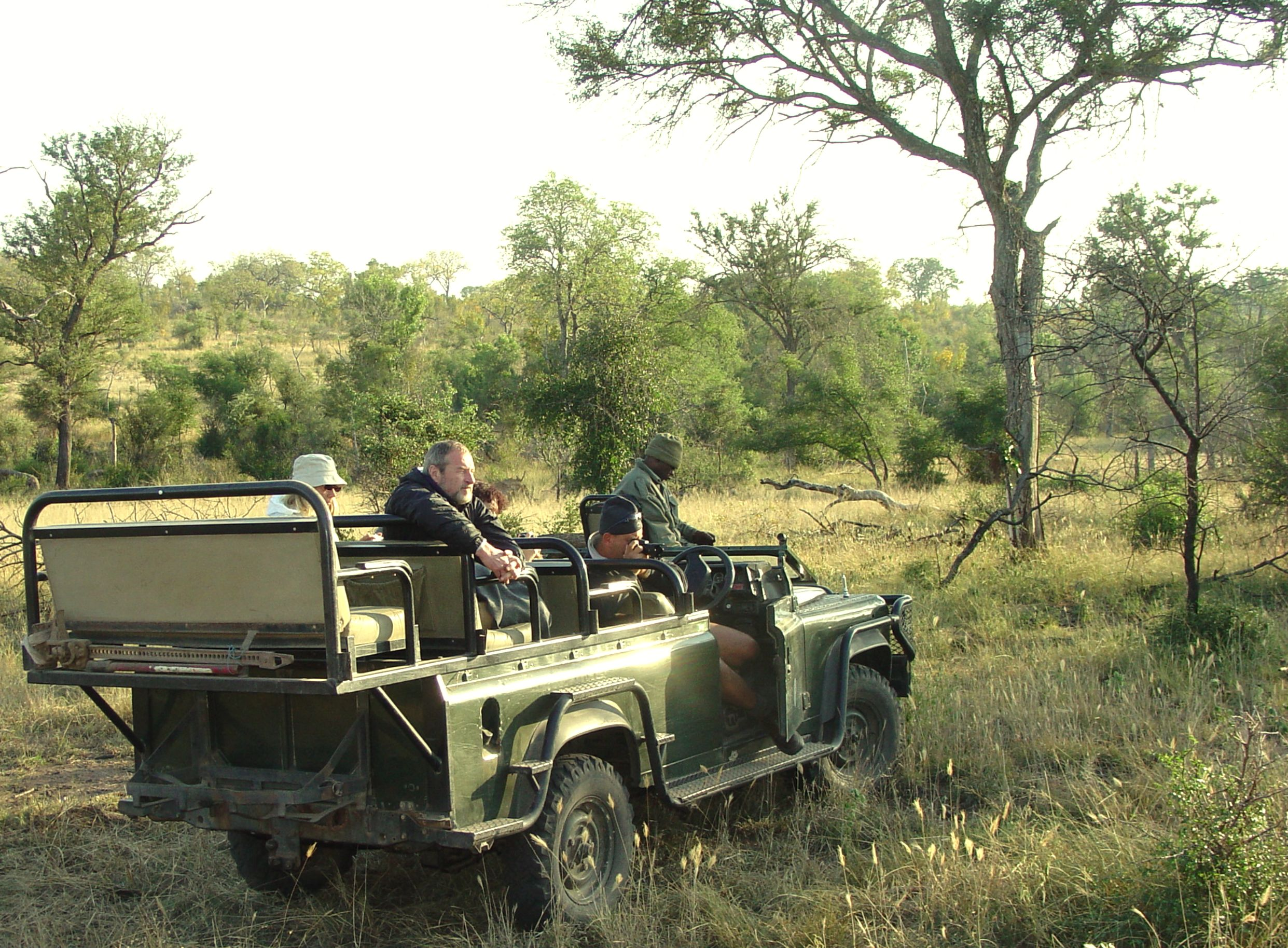
Personne photographiant depuis son véhicule lors d'un safari.

Le safari-photo est une pratique photographique de la famille des chasses photographiques qui s'inspire du safari (chasse d'animaux sauvages souvent en Afrique) mais utilise l'appareil photographique plutôt qu'une arme.
Pour un certain nombre de pays d'Afrique, au premier rang desquels se trouve la Tanzanie, les safaris-photos et le tourisme animalier sont devenus une importante source de revenus perçus à partir des taxes d'accès aux parcs nationaux et aux réserves et directement à travers l'économie locale attachée au tourisme souvent en provenance de pays étrangers.
Le prestige certain du safari-photo parmi les pratiques de photographie animalière tient certainement à la grande densité d'animaux relativement faciles à approcher dans les lieux emblématiques de cette pratique (Afrique de l'est, Afrique australe, etc.) Le nombre élevé de grands mammifères diurnes combine facilité d'observation, conditions favorables de prise de vue, animaux emblématiques et aisément reconnaissables par le plus grand nombre.
Comme pour le safari de chasse, les photographes respectent ainsi souvent la notion de Big Five : les cinq espèces incontournables à rapporter en images d'Afrique que sont le lion, le léopard, l'éléphant, le buffle et rhinocéros noir. Néanmoins, la plupart des safaris-photos modernes se consacrent à une plus grande variété d'animaux et ne reculent pas devant l'ornithologie.